# F2FS
F2FS (en anglais « flash-friendly file system », signifiant, « Système de fichier adapté au flash ») est un système de fichiers, créé par Kim Jaegeuk (Hangul: 김재극) chez Samsung, destiné et orienté vers les mémoires flash NAND telles que les SSD ou bien les cartes eMMC, et cartes SD. Ce type de mémoire est utilisé dans toutes les catégories d'appareils, des appareils mobiles aux serveurs.
Il a été intégré au noyau Linux dès sa version 3.8 (19 février 2013).
Il s'agit d'un système de fichier structuré en log.